# 이천서씨열녀비
이천서씨열녀비(利川徐氏烈女碑)는 경상북도 안동시, 안동민속박물관에 있다. 2013년 4월 9일 안동시의 문화유산 제87호로 지정되었다.